# José María Montoya Duque
José María Antonio Montoya Duque (Rionegro, 18 de diciembre de 1757-Rionegro, 23 de junio de 1834), conocido como El Patriarca de Rionegro, fue un empresario, abogado y político neogranadino, que se desempeñó como primer gobernador/presidente del Estado Libre de Antioquia, durante la Patria Boba. 

## Biografía
Nacido en Rionegro, hijo de Francisco Javier de Montoya y González de Castro y de María Rita Duque de Estrada y Salazar, estudió en el Colegio Mayor de San Bartolomé, ubicado en Bogotá, a donde ingresó en 1780 y egresó de este con el título de Doctor en Teología y Doctor en Derecho.
A su regreso a Antioquia se convirtió en un próspero empresario, uno de los más ricos de la región, y se desempeñó múltiples cargos durante el régimen colonial, entre ellos el de Alcalde Ordinario de su población natal, el de Mayordomo de la Cofradía de Nuestro Amo, el de Teniente Oficial Real de Rionegro y de Marinilla, el de Administrador de las Rentas Reales y el de Administrador de Correos de Rionegro. Se encargó de organizar los resguardos indígenas de Peñol, San Antonio de Pereira, El Chuscas y Sabaletas. También fue el encargado de abrir el camino de montaña de Juntas de Nare.
Tras los acontecimiento del 20 de julio de 1810, se unió a la causa independentista, resultando elegido Diputado de la Junta Central y de la Suprema Junta de Antioquia en 1810. El 29 de julio de 1811 fue designado como primer Presidente del Estado Libre de Antioquia. Durante su mandato se creó el sello del Estado Antioquia, que da fe de un estado libre y soberano, comenzando a debilitar el control español sobre Antioquia. Agobiado por la inestabilidad, los enfrentamientos entre los partidos, y el descontento popular, renunció al cargo en octubre del mismo año.
Pese a haber sido líder del movimiento independentista, durante la reconquista fue exonerado de cargos por parte del Coronel pacificador Francisco Warleta, únicamente sancionándolo con una multa de 500 pesos fuertes. Murió en Rionegro en 1834.